# Werner Stern
Werner Stern (* 2. November 1932 in Löcknitz; † 17. Dezember 2018) war ein deutscher Fernschachspieler. Er wurde zweimal Europameister.

## Schacherfolge

### Meisterturniere
Anfang der 1960er Jahre gewann er mehrere Turniere der Meisterklasse auf DDR- und Weltebene. Bei der 8. DDR-Fernschachmeisterschaft qualifizierte er sich 1963 für das Finale.

### Europameisterschaften
1965 wurde er Europameister; bei der 1. Europameisterschaft erreichte er mit 13,5 von 14 Punkten Rang 1. Diesen Erfolg wiederholte er 1973 bei der 7. Europameisterschaft (12 von 14). Bis heute (2018) ist er der einzige Spieler, der zweimal Europameister im Fernschach wurde. Er qualifizierte sich später noch mehrmals für das Finale der EU-Meisterschaft, konnte den Titel aber nicht mehr erringen. Bei der 28. Meisterschaft 1987/90 belegte er Platz 2 mit einem halben Punkt weniger als Jānis Vitomskis.

### Weltmeisterschaften
Mehrmals kämpfte Stern im Finale um die Weltmeisterschaft, so bei der 5. WM 1965/69, der 9. WM 1977/81, der 14. WM 1994/98 sowie der laufenden 19. WM, die 1999 begann.

### Sonstige
Mehrfach wurde er wegen seiner Spielstärke zu Jubiläums- und Gedenkturnieren eingeladen. 2004 gewann er die 20. deutsche Senioren-Fernschachmeisterschaft.
Zu seinen Ehren veranstaltet die Europazone des Weltfernschachbundes ICCF 2019 ein Memorial.

### Titel
Für seine vielfältigen Erfolge erhielt Stern die Titel Internationaler Fernschachmeister und Verdienter Internationaler Fernschachmeister. Auf dem ICCF Kongress in Leeds wurde Stern im Jahre 2009 der Titel Internationaler Großmeister verliehen. 

## Privates
Werner Stern studierte Physik in Greifswald. Nach seiner Promotion war er mehr als 30 Jahre wissenschaftlich in Greifswald tätig. Er arbeitete dort an einem Institut der Deutschen Akademie der Wissenschaften an Themen zur angewandten Grundlagenforschung auf dem Gebiet der Gasentladungsphysik. Seine Arbeitsergebnisse wurden u. a. vom DDR-Lampenbauer Narva verwendet. Nach der Wiedervereinigung zog er 1989 im Alter von 57 Jahren nach Bremen, war dort einige Zeit arbeitslos und ging dann in den Ruhestand.